# San Rafael – El Placer
San Rafael – El Placer és una localitat balneària de l'Uruguai, ubicada al sud del departament de Maldonado. S'ubica sobre la costa de l'oceà Atlàntic, sobre la ruta 10, i limita amb Punta del Este a l'oest i amb La Barra a l'est, sobre aigües de l'Arroyo Maldonado.

## Població
Segons les dades del cens de 2004, San Rafael – El Placer tenia una població aproximada de 1.994 habitants distribuïts en 1.701 habitatges.
| Any  | Població |
| ---- | -------- |
| 1963 | 87       |
| 1975 | 219      |
| 1985 | 491      |
| 1996 | 1.950    |
| 2004 | 1.994    |
| 2011 | 3.146    |